# Lago Hillier
Il lago Hillier è un lago salato situato su Middle Island, la più grande isola dell'Arcipelago Recherche, nella regione Goldfields-Esperance a sud delle coste dell'Australia occidentale. È particolarmente noto per le sue acque rosa.

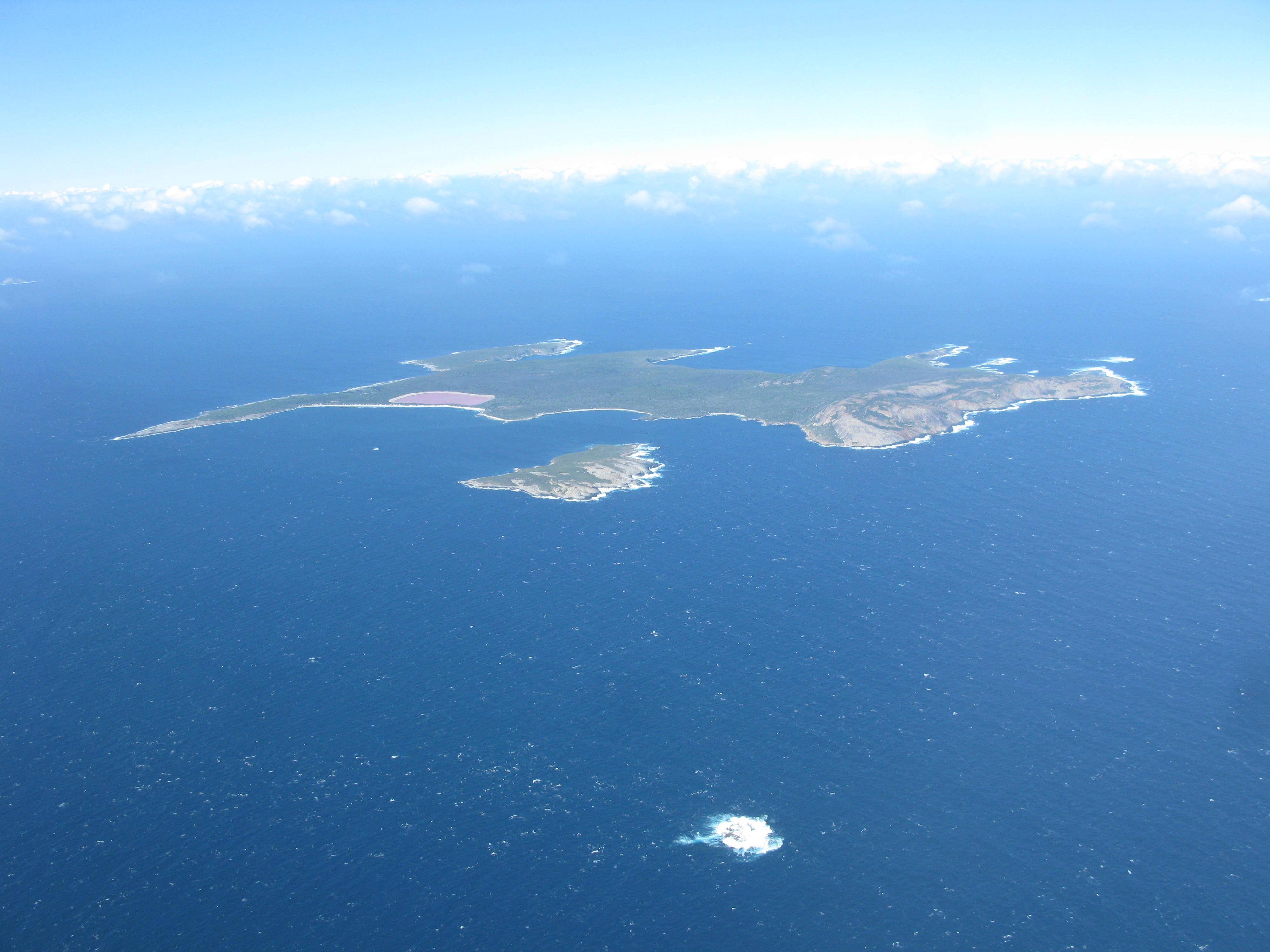
Goose Island e Middle Island, da notare il lago Hillier a Middle Island, Arcipelago Recherche 2011

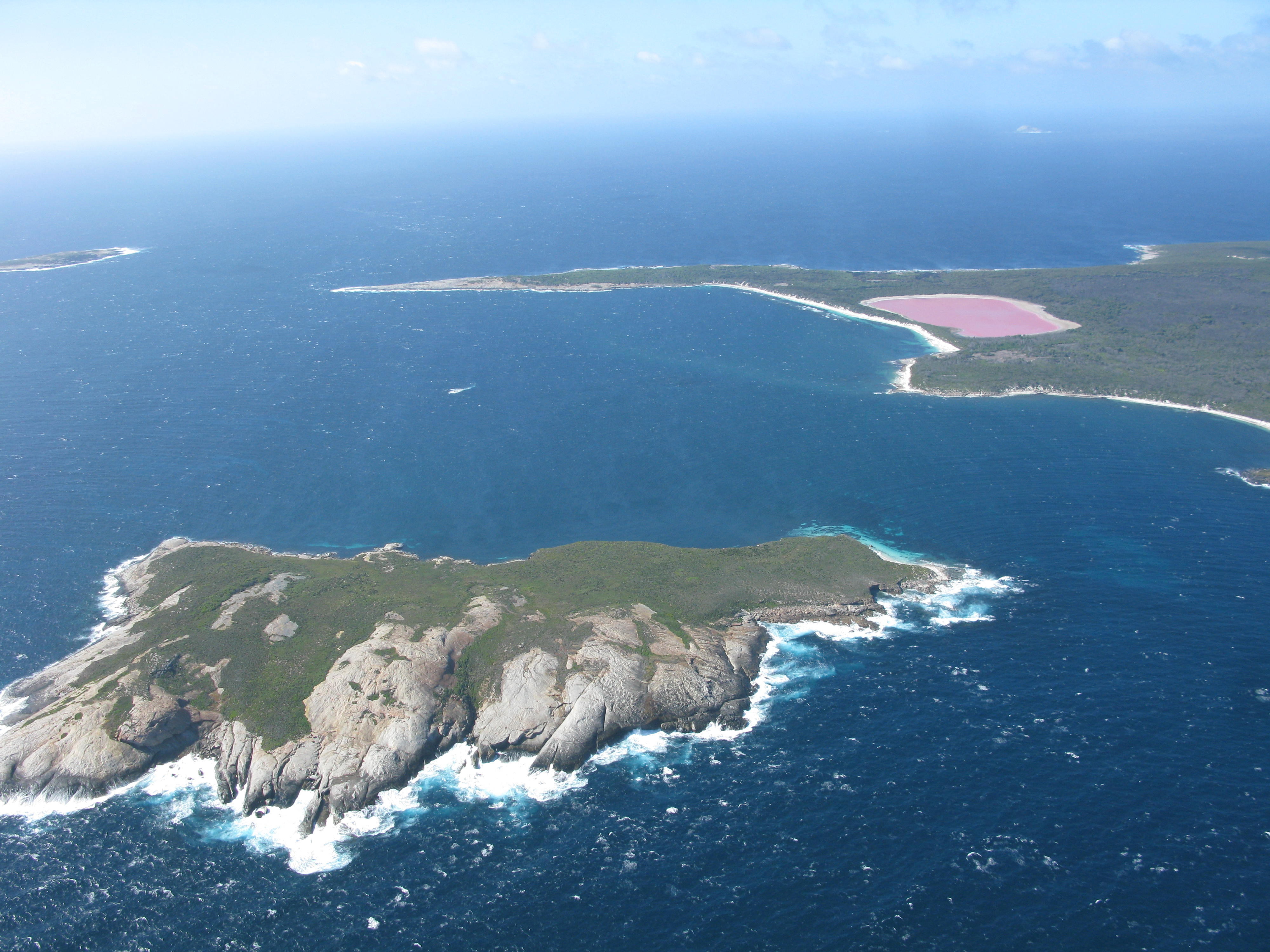
In primo piano Goose Island e in secondo uno scorcio di Middle Island dove è presente il lago Hillier, Arcipelago Recherche 2011

## Descrizione
Il lago Hillier è lungo circa 600m ed è largo 250m circa. Esso è circondato da uno strato di dune sabbiose e da un fitto bosco di eucalipto e di Melaleuca. È situato a nord-est di Middle Island ed è separato dalla costa settentrionale da una stretta striscia di dune di sabbia ricoperte dalla vegetazione. La caratteristica più evidente del lago è il suo colore rosa. Il colore è permanente e non si altera se l'acqua viene raccolta in contenitori. 
La ragione del suo colore rosa è ancora un argomento in discussione, tuttavia la maggior parte degli scienziati afferma che sia dovuto alla presenza della micro-alga verde Dunaliella salina e alla presenza di alcune specie di alobatteri. Dunaliella salina produce i carotenoidi, una classe di pigmenti organici che contribuiscono a colorare il lago di rosso-arancione, quindi un giusto equilibrio tra Dunaliella salina e gli alobatteri, potrebbe essere la ragione del colore rosa del lago; altre cause con minori consensi, potrebbero essere la presenza di batteri alofili nelle croste di sale o una reazione tra il sale e il bicarbonato di sodio che si trova in acqua..

## Storia

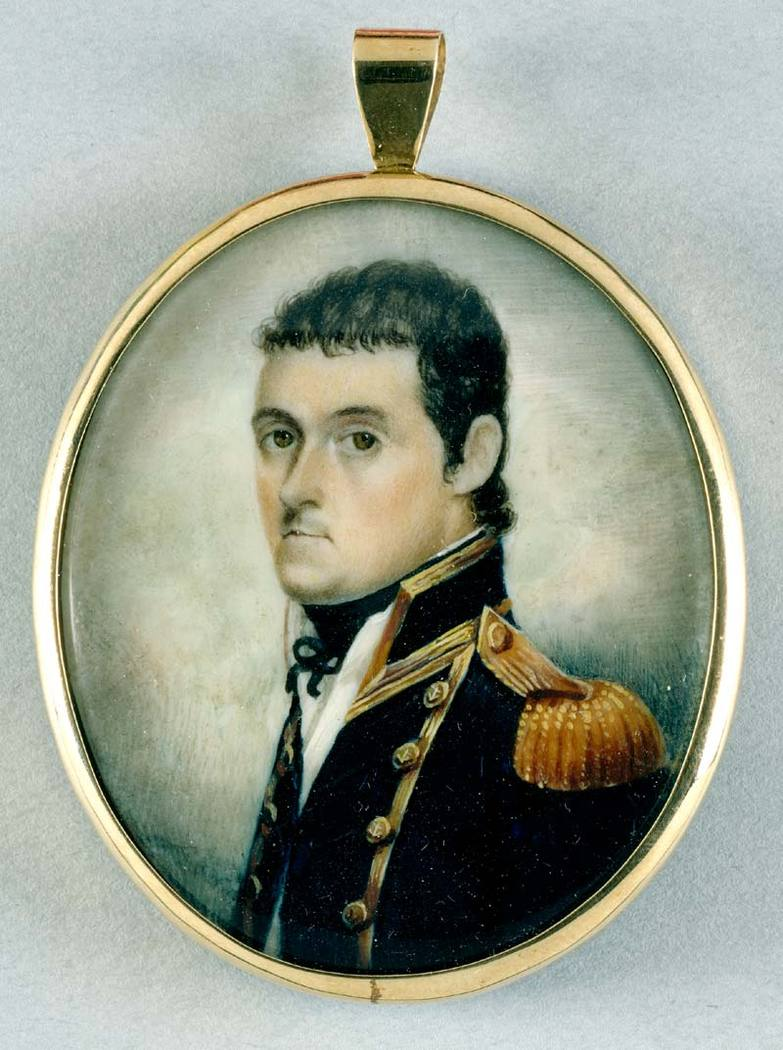
L'esploratore britannico Matthew Flinders scoprì il lago Hillier il 15 gennaio 1802.

### Scoperta e uso europeo
Il lago Hillier fu visitato dall'esploratore britannico Matthew Flinders, in una spedizione diretta a circumnavigare l'Australia, il 15 gennaio 1802. Gli scritti di Flinders sono considerati i primi documenti scritti riguardanti il lago. Flinders osservò il lago sulla vetta più alta dell'isola (ora chiamata Flinders Peak, una collina di granito di circa 174 m), descrivendolo come segue:
"In the north-eastern part was a small lake of a rose colour, the water of which, as I was informed by Mr. Thistle who visited it, was so saturated with salt that sufficient quantities were crystallised near the shores to load a ship."
Traduzione:
"Nella parte nord-orientale c'era un piccolo lago di colore rosa, l'acqua del quale, come ero stato informato da Mr. Thistle che lo visitò, era così satura di sale che quantità sufficienti da caricare una nave erano cristallizzate vicino alle rive."
Flinders visitò di nuovo Middle Island nel maggio del 1803. Come dai suoi scritti per: "sostare un giorno o due a Goose Island, per procurare delle oche per i nostri malati, dell'olio di foca per le nostre lampade, e un paio di botti di sale dal lago su Middle Island".
È stato riportato che Flinders successivamente denominò il lago in "Lago Hillier" dopo che William Hillier, un membro dell'equipaggio, morì di dissenteria il 20 maggio 1803 prima della partenza da Middle Island.
Nel 1889, Edward Andrews indagò sulle possibilità commerciali di produzione di sale dal lago Hillier, e sostò brevemente sull'isola con entrambi i suoi figli. Essi lasciarono l'isola dopo aver lavorato per i depositi di sale per circa 5-12 mesi.
Il lago fu oggetto di estrazione del sale durante la fine del XIX secolo. L'impresa di estrazione del sale fu segnalata come difettosa per una serie di ragioni, tra cui "la tossicità del sale raccolto per il consumo".

## Forme di vita
Gli organismi viventi nel lago Hillier sono solo microrganismi: la micro-alga verde Dunaliella salina, delle specie di batteri alofili tra cui Salinibacter ruber, Dechloromonas aromatica, presenti nelle croste di sale e poche specie di archei della classe Halobacteria.

## Sicurezza e accessibilità
Nonostante la tonalità insolita, il lago non presenta alcun effetto nocivo conosciuto per gli esseri umani. Inoltre, nonostante gli alti livelli di salinità delle sue acque (paragonabili a quelli del Mar Morto), il lago Hillier sarebbe un luogo sicuro se si volesse nuotare; tuttavia il lago non è aperto al pubblico. Sono però presenti dei servizi in elicottero che permettono di osservarlo dall'alto e delle navi da crociera che permettono di intravedere l'isola. Non è permesso, infatti, atterrare o approdare su nessuna delle isole dell'Arcipelago Recherche con l'eccezione di Woody Island.

## Status di Area Protetta
A partire dal 2012, il lago fa parte della zona protetta Recherche Archipelago Nature Reserve.  Dal 2002, il lago è considerato come zona umida di "importanza subregionale".